# اصغر تفکری
اصغر تفکری (زاده ۱۲۹۰ تهران - درگذشته ۱۱ خرداد ۱۳۳۹ تهران) بازیگر سینمای ایران است.

## زندگی‌نامه
اصغر تفکری که نام تولد او، علی‌اصغر حاجی اسمعیلی بود، در سال ۱۲۹۰ خورشیدی در تهران زاده شد و از همان نوجوانی به هنر بازیگری علاقه‌مند شد و کار هنری خود را با پیش پرده‌خوانی آغاز کرد. حاجی اسمعیلی پس از آن در نمایشهای مختلف شرکت کرد و کار جدی خود را از سال ۱۳۰۶ با گروه هنری خیرخواه شروع کرد. در نقش‌های کمدی باز می‌کرد و یکی دیگر از پیش‌پرده‌خوانان تئاترهای تهران بود. با شرکت در نمایشنامه‌هایی چون: «اسرار حرم»، «جناب میرزا»، «حافظ»، «شوهرهای عوضی»، «مردی از آن دنیا»، «بازرس»، «انگل‌های اجتماع»، «خروس بیمحل»، «نامزد عوضی»، «دختر شکلات فروش» رسماً به حرفهی بازیگری پرداخت.
اصغر تفکری در سال ۱۳۳۰ با شرکت در فیلم «شکار خانگی» با شرکت خانم عزت روح‌بخش به سینما روی آورد و پس از آن در فیلم‌های: «دستکش سفید»، در سال ۱۳۳۰ با شرکت ناهید سرفراز و حمید قنبری، «مشهدی عباد» سال ۱۳۳۲ با شرکت تقی ظهوری، علی تابش، معصومه خاکیار، رضا کریمی، «نقل‌علی» محصول استودیو ارتش رنگی در سال ۱۳۳۳، «میلیونر» سال ۱۳۳۳، «آقای اسکناس» سال ۱۳۳۷، «آقای شانس» سال ۱۳۳۸، «آقا جنی شده» سال ۱۳۳۸، «در جستجوی داماد» سال ۱۳۳۹ و «فریاد نیمه‌شب» در سال ۱۳۳۴ متناوباً شرکت کرد.
اصغر تفکری در نیمه شب شنبه۱۱ خرداد ۱۳۳۹ در تهران در سن ۵۲ سالگی در اثر سکته قلبی درگذشت و در امامزاده عبدالله به خاک سپرده شد.

## فیلمشناخت
- ۱ - در جستجوی داماد (۱۳۳۹)
- ۲ - آقا جنی شده (۱۳۳۸)
- ۳ - آقای شانس (۱۳۳۸)
- ۴ - آقای اسکناس (۱۳۳۷)
- ۵ - میلیونر (۱۳۳۳)
- ۶ - نقل‌علی (۱۳۳۳)
- ۷ - مشهدی عباد (۱۳۳۲)
- ۸ - دستکش سفید (۱۳۳۰)
- ۹ - شکار خانگی (۱۳۳۰)

## با حضور افتخاری
۱ - فریاد نیمه شب (۱۳۴۰)